# بني محمد (بني سويف)
قرية بنى محمد هي إحدى القرى التابعة لمركز الواسطى في محافظة بني سويف في جمهورية مصر العربية. حسب إحصاءات سنة 2006، بلغ إجمالي السكان في بنى محمد 973 نسمة، منهم 516 رجل و457 امرأة.